# Patrick Timm
Patrick Timm (* 12. Oktober 1979 in Pinneberg, Deutschland) ist ein deutscher bildender Künstler. Er lebt und arbeitet auf nomadischer Reise.

## Leben
Patrick Timm begann zunächst eine Ausbildung zum Zimmermann. Im Laufe der Lehrjahre wurde durch die Mythologie der Wandergesellen auch seine eigene Wanderlust geweckt. Aus Neugierde reiste Timm 2000 nach Indien; dort entfaltete sich sein ästhetischer Wille. Dieser führte ihn 2001 nach Berlin zum Studium der Freien Kunst/Bildhauerei an der Kunsthochschule Berlin-Weißensee.
Während des Studiums packte ihn erneut die Wanderlust. Als Gast studierte er 2005 im Fachbereich Public Space Design an der Staatlichen Akademie für Kunst und Design in St. Petersburg.
2005–2006 kuratierte und initiierte Timm mehrere Ausstellungsprojekte, in denen russische und deutsche Künstler zusammenarbeiteten, z. B. „Babylonischer Traum“ im Anna-Achmatova-Museum St. Petersburg.
2007 machte Timm sein Diplom mit der Aktionsserie „faule ARBEIT“ bei Pauline Boudry (Film), Rainer W. Ernst (Architektur) und Berndt Wilde (Bildhauer). Die faule ARBEIT ist ein immaterieller Gedankenraum, der formal aus einem weißen Kissen mit dem Aufdruck „ARBEIT“ besteht.
2007 bis heute beschäftigt sich Timm mit Happenings im öffentlichen Raum. Es entstanden u. a. die Aktionsserien „Orangene Elefanten“ (Helsinki), „Golden Stones“ (Vilnius), die „Thermalsee Utopie“ (Bad Gastein) und „Überseehafen Transdanubien“ (Wien).
2009 beschäftigte er sich zunehmend mit dem Thema Massenphänomene, das sich zunächst zeichnerisch in endlosen Wiederholungen einzelner Pattern, wie Kreise, Dreiecke, Rechtecke und gefundenen Firmenstempeln, wiederfindet. Er bezeichnet diese Arbeitsprozesse als Atomisierung und intensiviert diese Fragestellung der Massenphänomene durch Performances wie „Eine Frage der Bewegungsfreiheit“ (Torstraße 111, Berlin), „Skulptur lernt laufen“ (M Moma, Moskau) sowie „Volumenwechsel“ (Galerie Masterskaja, St. Petersburg).
2011–2012 war Timm künstlerischer Leiter der temporären Galerie Masterskaya in St. Petersburg.

### Welt-Sein
2007 bis heute: Welt-Sein ist ein Prozess, angelehnt an die Wanderschaft der Handwerker. Timm will seine Reisejahre künstlerisch nutzen. Der Kern von WELT-SEIN ist die Forschung über kulturelle Grenzen hinaus. Es verkörpert die universale Wahrnehmung, die Erde als Gesamtheit zu verstehen. Es formten sich im Laufe der Jahre vier Serien mit dem Schwerpunkt auf Kultur-Raum-Untersuchungen:
- Wärmebilder
- Kulturelle Texturen
- Wege der Stadt
- Alle Menschen der Welt Zeichnung.

Wärmebilder
Diese Bilder entstehen durch die Befragung von Passanten im öffentlichen Raum. Es wird nach der Farbe der Stadt gefragt, wobei die Passanten aus 12 Buntstiften wählen können und selbst eine Schraffur auf eine Karteikarte geben, Die Karten werden digitalisiert und überlagert, sodass ein emotionales Farbbild der jeweiligen Stadt entsteht (siehe Abb. „Projekt Wärmebilder“).
Kulturelle Texturen
Auf seiner Wanderschaft bevorzugt Timm Reisen in Länder mit eigenen Schriftsystemen, wie Georgisch, Japanisch usw. Vor Ort besorgt er sich mechanische Schreibmaschinen und wiederholt jeden Buchstaben auf einem Blatt, sodass eine Textur des Zeichens entsteht. Die führt er mit dem gesamten jeweiligen Alphabet durch. Bis heute sind so ca. 600 Blätter entstanden, die kulturelle Zeichenräume visuell erfahrbar machen.
Wege der Stadt
Dies ist eine Zeichenserie, die mittels einer von Timm selbst konstruierten und gebauten Zeichenmaschine entsteht. Ausgangsmaterial sind Stadtkarten, auf der durch Führen eines Zeigers jede Straße abgefahren wird. Die Maschine erstellt eine verzerrte Bleistiftzeichnung des öffentlichen Raumes der jeweiligen Stadt.
Alle Menschen der Welt Zeichnung
Die Zeichnung ist ein organischer Prozess. Timm bittet Menschen, ihren Namen für die Zeichnung bewusst zur Verfügung zu stellen, und schreibt diese dann in Normschrift aufeinanderfolgend. So bilden alle Namen zusammen eine Welt-Textur. Die einzelnen Blätter (Tafeln) haben ein Format von 70 × 100 cm und umfassen etwa 3500 Namen. Um alle Menschen der Welt für diesen Prozess zu gewinnen, wären theoretisch 2,2 Millionen solcher Tafeln notwendig.

### Aktuell
Seine künstlerische Arbeit auf der einen Seite und die Handwerks-Expertise auf der anderen Seite hat Timm über viele Jahre getrennt betrachtet. In der Ausstellung „Flechten“ 2015 in Salzburg kamen die beiden Welten erstmals in größerem Umfang zusammen. Timm entwickelte die Ausstellungsarchitektur und ein Lichtsystem und entwarf und baute eine Zirben-Möbel-Kollektion. Seine gerahmten künstlerischen Arbeiten bekamen ein Präsentationsmobiliar und wurden so zu Objekten. Raum und Objekte gingen eine Symbiose ein und wurden zu einer begehbaren Installation.
Zurzeit bewegt sich Timm hauptsächlich zwischen Hamburg, Berlin, Wien und Iden, wo er sein Basislager aufgeschlagen hat und sich sein Arbeitsarchiv und Landatelier befinden.

## Ausstellungen
- 2002–2005: Schulschluss, ein Prozess am Standort Kastanienallee 82 (Berlin/Deutschland)[5]
- 2004: Flächenrecycling, Explosio Wettbewerb TVF (Lübbenau, Deutschland)[6]
- 2005: 720raum-hopping, Galerie Nord (Berlin/Deutschland)[7]
- 2005: Veranstaltungssaal vom Deutsch-Russischer-Austausch (St. Petersburg/Russland)[8]
- 2005: 3 position, Ikarus-Galerie (Berlin/Deutschland)
- 2005: zoom out, Filmfestival (Berlin/Deutschland)
- 2006: Art-Sobec, Anna Achmatova Museum (St. Petersburg/Russland)
- 2006: KLAK !, Galerie Kunsttempel (Kassel/Deutschland)
- 2006: one-minute, Filmfestival (Aarau/Schweiz)
- 2006: ContraVision, Filmfestival Brotfabrik (Berlin/Deutschland)
- 2007: AUTOMATISCH, Galerie Ackerstrasse 18 (Berlin/Deutschland)
- 2007: Hermannschlachten, Wagenhallen, Kooperation team-odradek (Stuttgart/Deutschland)[9]
- 2007: READY??STEADY?GO!!, Diplomausstellung Umspannwerk (Berlin/Deutschland)
- 2007: 111 v.s. Kling & Bang, Torstraße 111 (Berlin/Deutschland)
- 2007: Leerlauf, ORTLOFF Galerie (Leipzig, Deutschland)
- 2007: nomad, UNA Galerie (Bukarest/Rumänien)
- 2008: Session of jung art, Manege (St. Petersburg/Russland)
- 2008: Treffpunkt Golgatha, Kooperation team-odradek (München, Deutschland)
- 2008: Kling og Bang v.s. Tor 111, Kling og Bang Galerie (Reykjavik/Island)
- 2009: Sommer der Umarmung, Einzelausstellung, Galerie Torstrasse 111 (Berlin/Deutschland)
- 2010: Show I, Gruppenausstellung, Galerie MMX (Berlin/Deutschland)
- 2010: Männchen, Gruppenausstellung, Galerie Torstrasse 111 (Berlin/Deutschland)
- 2011: m Kreis, Einzelausstellung, Galerie Masterskaja (St. Petersburg/Russland)
- 2011: cover, Gruppenausstellung,nachtspeicher23 e.V. (Hamburg/Deutschland)
- 2011: Handlungsmuster zur Wertschaffung, Gruppenausstellung, Studio im Hochhaus (Berlin/Deutschland)
- 2012: Gleichnis der Masse, Einzelausstellung, Galerie Masterskaya (St. Petersburg/Russland)
- 2012: Good life,  Gruppenausstellung, 53rd October Salon (Belgrad/Serbien)
- 2013: Wodkalese, Tag des offenen Ateliers, Studio NKD (Brandenburg/Deutschland)
- 2013: drei Punkte, Doppelausstellung, Galerie im Vorwerkstift (Hamburg/Deutschland)
- 2013: Handlungsmuster, Doppelausstellung, Scotty Enterprises (Berlin/Deutschland)
- 2014: Welt sein, Einzelausstellung Haus Hirt (Bad Gastein/Österreich)
- 2014: Aktionsarchiv, Tag des offenen Ateliers, Studio NKD (Brandenburg/Deutschland)
- 2015: Flechten, Einzelausstellung Madero CollectorsRoom (Salzburg/Austria)[10]
- 2016: Strukturanalyse, Einzelausstellung Private Räume (Wien/Österreich)
- 2016: Strukturzufall, Doppelausstellung Scotty Enterprises (Berlin/Germany)
- 2016: Doppelausstellung mit Markus Hofer kuratiert von Christine Bruckbauer Atelier33 (Wien/Österreich)
- 2017: Alle Namen der Welt Zeichnung bei 48 Std. Neukölln (Berlin/Deutschland)
- 2018: prater*stunden KFS Hafenmeister, Ausstellung mit 3 weiteren Künstlern kuratiert von Christine Bruckbauer philomena plus (Wien/Österreich)

## Arbeiten im öffentlichen Raum
- 2005: Remigratio (St. Petersburg/Russland)
- 2005: untitled, Zwischennutzung (Antwerpen/Belgien)
- 2005: Lokale, Arbeiten im öffentlichen Raum/Ladenlokale Kunsthochschule-Weissensee (Schwerin/Deutschland)[11]
- 2006: permanent moving, Arbeiten im öffentlichen Raum & DGB-Haus (Berlin/Deutschland)
- 2007: Abschlussarbeit faule Arbeit III, Performance am 1. Mai   (Berlin, Deutschland)
- 2007: Laru 07, Orange Elefanten (Helsinki/Finnland)
- 2008: LARU 08, Orange Elefanten (Helsinki/Finnland)
- 2009: LARU 09 (Helsinki/Finnland)
- 2013: Wanderarbeiter, Krause Projekt, public space (Hong Kong/China:)

## Happenings/Performance
- 2005: arbeiten, arbeiten, AREIT, Gallery Nord (Berlin/Deutschland)
- 2006: Urban Stories, public space (Görlitz/Deutschland)
- 2007: Mutant, Dunes Sommerkiosk (St. Petersburg/Russia)
- 2007: art night, Public Space (Helsinki/Finland)
- 2008: Bauklötzchen Yoga, Dunes Sommerkiosk (St. Petersburg/Russia)
- 2013: Dream Machine, Night of Museums, Moscow Moma (Moskow, Russia)

## Publikationen
- Patrick Timm: Furniture. – Katalog zu Möbel als Medium. Berlin, 2016
- Patrick Timm: Substanz. – Katalog zu Arbeiten im Öffentlichen Raum und in Galerien. Berlin, 2007